# Кастронуово ди Сичилија (Палермо)
Кастронуово ди Сичилија је насеље у Италији у округу Палермо, региону Сицилија.
Према процени из 2011. у насељу је живело 2808 становника. Насеље се налази на надморској висини од 677 м.